# Żydowskie Stowarzyszenie Czulent
Zawartość tej strony może naruszać prawa autorskie.
Tekst źródłowy prawdopodobnie pochodzi z:
https://czulent.pl/o-stowarzyszeniu/
1. Nie usuwaj tego szablonu. Zostanie on usunięty, jeżeli prawa autorskie tego artykułu zostaną wyjaśnione.
2. Jeżeli potrafisz, napisz artykuł tak, aby nie naruszał praw autorskich.
3. Jeżeli masz prawa autorskie do tej treści lub masz zgodę na publikację zgodną z naszą licencją, prosimy, napisz o tym na stronie dyskusji tego artykułu i na stronie Wikipedia:Lista NPA oraz zastosuj procedurę zamieszczania haseł wcześniej opublikowanych.
4. Artykuł zostanie usunięty, jeżeli status praw autorskich do zawartych w nim treści nie zostanie wyjaśniony.

Powielanie materiałów chronionych prawami autorskimi – bez zezwolenia właściciela tych praw – jest pogwałceniem obowiązującego prawa, jest też sprzeczne z ustaleniami Wikipedii. Osobom, które regularnie wstawiają takie materiały, może zostać odebrane uprawnienie edytowania Wikipedii.
Żydowskie Stowarzyszenie Czulent – niezależna, non-profit organizacja rzecznicza o statusie pozarządowej organizacji mniejszości narodowych. Stowarzyszenie skupia ekspertki i ekspertów, należących do żydowskiej społeczności w Polsce i w Europie.
Stowarzyszenie jako organizacja rzecznicza, działa na rzecz szerzenia tolerancji, kształtowania postaw otwartości wobec mniejszości narodowych, etnicznych i religijnych ze szczególnym naciskiem na przeciwdziałanie antysemityzmowi i dyskryminacji, z uwzględnieniem dyskryminacji krzyżowej.
W ramach swojej działalności Stowarzyszenie współpracuje z instytucjami krajowymi i zagranicznymi, także o zasięgu globalnym. Jest członkiem International Council of Jewish Women (ICJW), Koalicji Równych Szans oraz ENCATE European Network Countering Antisemitism Through Education.

## Historia Stowarzyszenia
W roku 2004 grupa żydowskich studentek i studentów zainicjowała powstanie Żydowskiego Stowarzyszenia Czulent. Stowarzyszenie zostało oficjalnie zarejestrowane w styczniu 2005 roku. U podstaw Towarzystwa znalazły się takie wartości jak: pluralizm, różnorodność, otwartość i tolerancja. Początkowo Stowarzyszenia koncentrowały się na działaniach integracyjnych, mających na celu budowanie tożsamości żydowskiej poszczególnych członkiń i członków.
W roku 2008 Stowarzyszenie dołączyło do koalicji na Rzecz Równych Szans. To nieformalna platforma skupiająca najważniejsze w Polsce organizacje pozarządowe, działające na rzecz praw człowieka i promujące zasady równości i przeciwdziałania dyskryminacji. W tym samym roku Stowarzyszenie rozpoczęło działalność rzeczniczą.

## Zadania Stowarzyszenia
Do priorytetowych zadań Stowarzyszenia należy:
1. Rzecznictwo i działalność strażnicza.
Stowarzyszenie działa poprzez rzecznictwo polityczne, społeczne i prawne, tworząc i wdrażając innowacyjne systemy rozwiązań edukacyjnych. Poprzez budowanie koalicji na rzecz szerzenia tolerancji, kształtowania postaw otwartości wobec różnic narodowych, etnicznych i religijnych ze szczególnym naciskiem na działania potępiające antysemityzm, rasizm i dyskryminację. Współpracując z instytucjami, administracją publiczną, ciałami dialogowymi Towarzystwo przyczynia się do zmian w mentalności i przepisach prawa polskiego dotyczących tolerancji i rasizmu. Stowarzyszenie współpracuje m.in. z ODIHR/OSCE, AJC Central Europe, NDI, ENAR, Rzecznikiem Praw Obywatelskich w Polsce, Związkiem Gmin Wyznaniowych Żydowskich w RP.
2. Wzmocnienie środowiska żydowskiego.
Stowarzyszenie stawia sobie za cel budowanie sojuszy, koalicji i inicjuje tworzenie instrumentów prawnych oraz programów i strategii, które umożliwiają i wspierają instytucje żydowskie w rozwoju społeczności żydowskiej. Stowarzyszenie działa na rzecz budowania silnego poczucia wspólnoty i współpracy w obrębie organizacji żydowskich w Polsce.

## Władze
Zarząd Stowarzyszenia wybierany jest na trzyletnią kadencję, przez Walne Zgromadzenie członkiń i członków Towarzystwa. Organem kontrolnym jest Komisja Rewizyjna. Zarząd i Komisja Rewizyjna nie pobierają wynagrodzenia z tego tytułu pełnionych funkcji.

## Najważniejsze projekty
1. „INTERFAITH And Interethnic Coalition-Building To Combat Xenophobia And Religious-Based Discrimination” (2017-2018), jako organizacja partnerska Stowarzyszenie współpracowało z National Democratic Institute (NDI) i European Network Against Racism (ENAR). Celem projektu było budowanie koalicji na rzecz działalności rzeczniczej i strażniczej pomiędzy mniejszościami narodowymi i etnicznymi z Czech, Węgier, Polski i Słowacji.
2. „Współczesne wyzwania stojące przed społecznością żydowską w Polsce” (2019) ogólnopolska konferencja organizacji żydowskich zorganizowana w partnerstwie z American Jewish Committee Central Europe (AJC), Gminą Wyznaniową Żydowską w Łodzi, Gminą Wyznaniową Żydowską w Warszawie oraz Gminą Wyznaniową Żydowską we Wrocławiu. Wydarzenie otrzymało patronat Związku Gmin Wyznaniowych Żydowskich w RP oraz Rzecznika Praw Obywatelskich. Konferencja odbyła się w Biurze Rzecznika[8] Praw Obywatelskich oraz w Biurze Instytucji Demokratycznych i Praw Człowieka ODIHR/OSCE. W spotkaniu uczestniczyli członkowie i członkinie zarządów gmin wyznaniowych żydowskich oraz żydowskich organizacji pozarządowych działających w Polsce.
3. „Księga dobrych praktyk na rzecz mniejszości narodowych i etnicznych oraz cudzoziemców” (2017-2018) projekt realizowany przez koalicje mniejszości narodowych i etnicznych. W ramach projektu powstał raport Księga Dobrych Praktyk oparty na badaniach urzędów wojewódzkich, urzędów marszałkowskich, urzędów miast oraz organizacji większościowych pod kątem współpracy z organizacjami mniejszości i/lub cudzoziemców[7][9].
4. „Antysemityzm nie jest poglądem” (2014-2016) projekt zrealizowany pod patronatem Rzecznika Praw Obywatelskich[6] oraz Pełnomocnika Rządu ds Równego Traktowania[10]. W ramach projekty opracowano raport z analizy podręczników szkolnych, pod kątem zawartych treści dotyczących tematyki żydowskiej i mniejszościowej. Przygotowano również dwa innowacyjne podręczniki antydyskryminacyjne ze scenariuszami dla edukatorów i nauczycieli[11].
5. Projekt wydawniczy „Majses”[12][13][14][15] (2014-2017), w ramach którego wydano cztery publikacje dla dzieci w języku polskim, jidysz i angielskim. Jedna z książek „Majn Alef Bejs” została wyróżniona główną nagrodą BolognaRagazzi Award w Bolonii[16]. Wszystkie książki wydane w ramach projektu są bezpłatnie przekazane dzieciom żydowskim w Polsce za pośrednictwem Gmin Wyznaniowych, żydowskich instytucji kulturalnych i edukacyjnych.
6. „Polki, Żydówki – krakowskie emancypantki. Historia i współczesność dla równości i różnorodności” i „Krakowski Szlak Kobiet”, projekt koncentrował się na edukacji antydyskryminacyjnej, poruszając współczesne problemy związane z zagadnieniem równości i różnorodności.

## Publikacje
- Księga dobrych praktyk na rzecz mniejszości narodowych i etnicznych oraz cudzoziemców.. czulent.pl. [zarchiwizowane z tego adresu (2019-12-16)].
- Antysemityzm nie jest poglądem.
  - Antysemityzm nie jest poglądem. Podręcznik dla edukatorów i edukatorek.. czulent.pl. [zarchiwizowane z tego adresu (2019-12-16)].
  - Antysemityzm nie jest poglądem. Podręcznik dla edukatorów i edukatorek wychowania przedszkolnego i wczesnoszkolnego.. czulent.pl. [zarchiwizowane z tego adresu (2019-12-16)].
  - Antysemityzm nie jest poglądem. Zeszyt ćwiczeń.. czulent.pl. [zarchiwizowane z tego adresu (2019-12-16)].
- Majses
  - A Majse.. czulent.pl. [zarchiwizowane z tego adresu (2019-12-16)].
  - Majn Alef Bejs.. czulent.pl. [zarchiwizowane z tego adresu (2019-12-16)].
  - Jontew Lider.. czulent.pl. [zarchiwizowane z tego adresu (2019-12-16)].
  - Jidiszer Zoo.. czulent.pl. [zarchiwizowane z tego adresu (2019-12-16)].